# NGC 3426
NGC 3426 (również PGC 32577 lub UGC 5975) – galaktyka spiralna (S), znajdująca się w gwiazdozbiorze Lwa. Odkrył ją Lewis A. Swift 23 marca 1887 roku. Jest to galaktyka z aktywnym jądrem typu LINER.